# Lahoucine Ibourka
Lahoucine Ibourka (in arabo الحسين إبوركا‎?, al-Ḥusīn Ibūrkā; Arbaa Rasmouka, 1938 – Marrakech, 3 luglio 1999) è stato un attore e comico berbero con cittadinanza marocchina.

## Biografia
Proveniente da un villaggio del Souss chiamato Ait Brahim Ouyousef, da una famiglia di modeste condizioni.
È celebre nel mondo berbero per aver interpretato il personaggio di Da Hmad, il capo dei 44 ladroni, nel film del 1990 Boutfonaste et les 40 voleurs e per aver interpretato anche nel film Moker nel 1994.
Ogni anno viene celebrato dall'Associazione Affouss Ghofos nel suo villaggio Ait Brahim Ouyousef; gli Ait Brahim Ouyyousef sono un gruppo etnico berbero del Souss e nella loro propria lingua vuol dire i discendenti di Brahim figlio di  Youssef .

## Filmografia
- Boutfonaste et les 40 voleurs, regia di Larbi Altit (1990)
- Moker, regia di Larbi Altit (1994)